# 아로나역
아로나역(이탈리아어: Stazione di Arona)은 이탈리아 북서부 피에몬테주의 아로나 타운과 코무네를 운행한다.
이 역은 롬바르디아 철도 서비스의 일부이며, 밀라노까지 지역 및 직행 연결을 제공한다.

## 개요
마조레 호수 기슭에 위치한 최초의 아로나역은 1855년 6월 14일 피에몬테주 철도에서 관리하는 알레산드리아 – 노바라 – 아로나 철도의 종점으로 개업했다. 이 역은 철도 차량에서 보트와 바지선으로 화물을 운송하기 위한 본부였다.
1868년 이탈리아가 통일된 후 로 – 갈라라테 – 아로나 노선도 마조레 호수와 알토밀라나세 및 밀라노를 연결하는 역으로 통합되었다.
1905년 1월 16일, 아로나에서 심플론 터널을 통과해 도모도솔라까지 가는 노선이 개통되었다. 이전 역은 마조레호의 원래 부두와 사이딩을 유지하면서 제방에서 이동 및 재건하는 데 적합하지 않았다. 1906년, 산티아와 보르고마네로에서 노선이 새로운 역에 도착했다.
2012년 6월 17일 산티아-아로나선의 서비스가 취소되고 버스로 대체되었다.

## 운행
여객 서비스는 롬바르디아주와 협력하여 피에몬테주와 약정한 계약의 일부로 트렌이탈리아와 트레노르드가 운영하는 지역 열차로 구성된다. 두 지역의 여행 티켓은 시설에서 유효하다.
2012년 6월 17일부터 산티아-아로나선의 철도 교통이 중단되고, 버스로 대체되었다.

## 편의시설
- 카운터 매표소 / 자동 매표소
- 대기실
- 철도 경찰서
- 화장실
- 술집

## 환승
역은 마조레 호수의 해군 항과 환승이 가능하다.
- 버스 정류장* 택시 정류장